# Liste des Vins délimités de qualité supérieure
 (février 2015).
Cette liste est constituée de produits français identifiés sous le terme de « vin » et jouissant du label d'appellation d'origine vins délimités de qualité supérieure (AOVDQS), souvent plus simplement appelé « vin délimité de qualité supérieure » (VDQS).
Le vin est avant tout une boisson obtenue uniquement par fermentation de moût de raisin et non par distillation ou par le quelconque ajout d'un ingrédient supplémentaire, c'est pourquoi cette liste n'inclut pas de boissons telles que les liqueurs, les eaux-de-vie (cognac, armagnac, marc de Bourgogne, etc.) ou les mistelles (pineau des Charentes, pommeau de Normandie, etc.).
Pour obtenir des résultats proches de ceux obtenus par les méthodes de botrytisation ou de passerillage, certaines méthodes modernes ont été mises au point, comme la chaptalisation ou l'osmose inverse. Sous un ensemble de conditions et de restrictions imposées par l'INAO, certains AOVDQS obtenus par le biais de ces méthodes sont toujours considérés comme tels et se trouvent donc sur cette liste.
Les vins ne se trouvant pas sur cette liste sont classés sous une catégorie autre qu'AOVDQS : « appellation d'origine contrôlée » (AOC), « indication géographique protégée » (IGP) ou « vin sans indication géographique ». Les statuts « vin de pays » (VDP) et « vin de table » (VDT) n'existe plus depuis 2009.

## Classement par AO-VDQS / région
Le Parlement a ratifié le 28/11/2007 l'ordonnance 2006-1547 du 7/12/2006, sur le régime des labels de qualité et des appellations d'origine en organisant,  au 31 décembre 2011, la suppression de la catégorie VDQS (vin délimité de qualité supérieure).C'est dans le cadre beaucoup plus large de la transformation de l'INAO (Institut national des appellations d'origine) qui devient l'Institut national de l'origine et de la qualité (INOQ) de la transformation des syndicats AOC en ODG (organismes de défense et de gestion) que cette suppression intervient. Les VDQS concernés doivent choisir entre la « dénomination » vin de pays (qui n'est pas une appellation au sens strict administratif français du mot) ou l'AOC. Mais cette possibilité pourrait aussi évoluer puisqu'une nouvelle segmentation des vins français pourrait voir le jour, en application de la nouvelle OCM vin (Organisation commune de marché) adoptée fin 2007 à Bruxelles.
| VDQS                       | Région    | Choix du devenir        | Décision INAO | Publication au JORF            | Homologation AOP |
| -------------------------- | --------- | ----------------------- | ------------- | ------------------------------ | ---------------- |
| Coteaux-d'ancenis          | Loire     | AOC propre              | 09/2011       | .                              | .                |
| Coteaux-du-quercy          | Sud-Ouest | AOC propre              | 19/05/11      | .                              | .                |
| Côtes-de-millau            | Sud-Ouest | AOC propre              | 19/05/11      | → « AOC Millau »               | .                |
| Côtes-de-saint-mont        | Sud-Ouest | AOC propre              | 19/05/11      | → « AOC Saint-Mont »           | .                |
| Tursan                     | Sud-Ouest | AOC propre              | 19/05/11      | .                              | .                |
| Entraygues-et-du-fel       | Sud-Ouest | AOC propre              | 19/05/11      | → « AOC Entraygues et Le Fel » | .                |
| Estaing                    | Sud-Ouest | AOC propre              | 19/05/11      | .                              | .                |
| Saint-sardos               | Sud-Ouest | AOC propre              | 19/05/11      | .                              | .                |
| Gros-plant-du-pays-nantais | Loire     | AOC propre              | 10/02/11      | .                              | .                |
| Côtes-du-brulhois          | Sud-Ouest | AOC propre              | 10/02/11      | → « AOC Brulhois »             | .                |
| Haut-poitou                | Loire     | AOC propre              | 16/10/10      | .                              | .                |
| Côtes-d'auvergne           | Loire     | AOC propre              | 16/10/10      | .                              | .                |
| Vin du Thouarsais          | Loire     | autre AOC : Anjou (AOC) | .             | .                              | .                |
| Lavilledieu                | Sud-Ouest | IGP                     | .             | .                              | .                |

Passage à l'AOC déjà publié officiellement

| AOC             | Région    | Choix du devenir | Décision INAO | Publication au JORF                                                                  | Homologation AOP                                                              |
| --------------- | --------- | ---------------- | ------------- | ------------------------------------------------------------------------------------ | ----------------------------------------------------------------------------- |
| Fiefs-vendéens  | Loire     | AOC propre       | 10/02/11      | no 0211 du 11/09/2011 p. 15315 texte no 21 : Décret no 2011-1094 du 9/09/2011        |                                                                               |
| Châteaumeillant | Loire     | AOC propre       | 9/06/2010     | no 0273 du 25/11/2010 p. 21024 texte no 9 : Décret no 2010-1442 du 22/11/2010        | no 0210 du 10/09/2011 p. 15261 texte no 32 : Décret no 2011-1081 du 8/09/2011 |
| Moselle         | Lorraine  | AOC propre       | 16/10/2010    | no 0265 du 16/11/2011 p. 19226 texte no 51 : Décret no 2011-1532 du 14 novembre 2011 |                                                                               |
| Brulhois (AOC)  | Sud-Ouest | AOC propre       | 14/10/2011    | no 0239 du 14 octobre 2011 p. 17337 texte no 29 : no 2011-1296 du 12 octobre 2011    |                                                                               |

## Classement par région / AO-VDQS
| Région    | VDQS                       |
| --------- | -------------------------- |
| Loire     | Châteaumeillant            |
| Loire     | Coteaux-d'ancenis          |
| Loire     | Fiefs-vendéens             |
| Loire     | Gros-plant-du-pays-nantais |
| Loire     | Haut-poitou                |
| Loire     | Vin du Thouarsais          |
| Lorraine  | Moselle                    |
| Sud-Ouest | Côtes-de-millau            |
| Sud-Ouest | Coteaux-du-Quercy          |
| Sud-Ouest | Côtes-de-saint-mont        |
| Sud-Ouest | Côtes-du-brulhois          |
| Sud-Ouest | Tursan                     |
| Sud-Ouest | Entraygues-et-du-fel       |
| Sud-Ouest | Estaing                    |
| Sud-Ouest | Lavilledieu                |
| Sud-Ouest | Saint-sardos               |

## À savoir
- Les régions viti-vinicoles de cette liste sont celles du Portail de la vigne et du vin, section de Wikipédia sur la vigne et le vin. Elles sont aussi appelées « vignobles » (vignoble de la vallée de la Loire, vignoble du Sud-Ouest, etc.) mais le terme vignoble a ici un sens général et ne signifierait aucunement une sorte d'organigramme des vignobles. Par exemple le vignoble de la vallée de la Loire est constitué de vignobles plus petits, comme le vignoble d'Anjou ou le vignoble de Touraine. À leur tour ces derniers sont constitués d'autres aires encore plus petites qui sont les territoires correspondants aux AOC. Ces mêmes territoires peuvent être appelées à leur tour des « vignobles » sans que cela ait un sens officiel.

- Le VDQS coteaux-d'ancenis doit impérativement être suivi du nom de l'un des cépages : pineau de la Loire, chenin blanc, malvoisie, pinot beurot, gamay ou cabernet.

- Le VDQS fiefs-vendéens doit impérativement être suivi de l'une des dénominations géographiques suivantes : Mareuils, Brem, Pissotte ou Vix.